# Centralno gibanje
Centrálno gíbanje ali sredíščno gíbanje je gibanje točkastega telesa pod vplivom sile, ležeče na zveznici telesa in izbrane točke (središča, centra). Za centralno gibanje velja izrek o ploščinski hitrosti (2. Keplerjev zakon). Zgleda za centralno gibanje sta kroženje in gibanje planetov.